# Arnould Carangeot
Arnould Carangeot est un naturaliste et minéralogiste français né en 1742 et mort en 1806.
Inventeur du goniomètre vers 1780, il participe à la découverte en 1783, en tant qu'assistant de Jean-Baptiste Romé de L'Isle, de la loi de constance des angles dièdres dans les cristaux de même espèce.
Il succède au R.P. Engramelle pour continuer les descriptions des papillons de Gigot d'Orcy,.